# Ада Гелер
Ада Гелер (івр. עדה גלר, Ада Ґелер; 4 травня 1888, Тлумач — 30 березня 1949, Єрусалим) — ізраїльська феміністка, сіоністка та освітянка українського походження. Вчителька та директорка школи. Перша жінка-бухгалтерка у підмандатній Палестині, керівниця банку, піонерка жіночої освіти.

## Біографія
Ада Гелер народилася 4 травня 1888 року в місті Тлумач (нині Україна). Попри те, що вона відвідувала польську школу, вивчила іврит, а згодом почала його викладати дівчатам і молодим жінкам.
У 1911 році Гелер емігрувала до Османської Палестини й працювала вчителькою та директоркою ремісничої школи «Шошана» в Єрусалимі. Після закриття школи, у 1922 році, Гелер виїхала до США, де вивчала бухгалтерію та торгівлю. Вона повернулася до Палестини в 1927 році, і після безперервних переговорів з британською адміністрацією домоглася в 1931 році отримання дозволу на роботу бухгалтеркою. Таким чином вона стала першою жінкою-бухгалтеркою, і протягом багатьох років також єдиною жінкою в цій професії. Як бухгалтерка, Гелер стала керівницею єрусалимського банку «Шломо га-мелех».

## Феміністична діяльність
Окрім роботи вчителькою, керівницею і бухгалтеркою, Гелер була активною захисницею прав жінок. Школа ремесел, яку вона очолювала, мала на меті надати освітні та професійні можливості молодим жінкам із низьким соціально-економічним становищем, яку підтримувала «Жіноча асоціація культурної роботи», очолювана Сарою Тон. Отримавши дозвіл на бухгалтерію, вона приєдналася до організації жінок-науковиць і була активною в «Організації єврейських жінок за рівні права в Палестині».

## Вшанування пам'яті
В Єрусалимі і в Беер-Шеві є вулиці Ади Гелер.